# چو هه جین
این یک نام کره‌ای است؛ نام خانوادگی چو است.

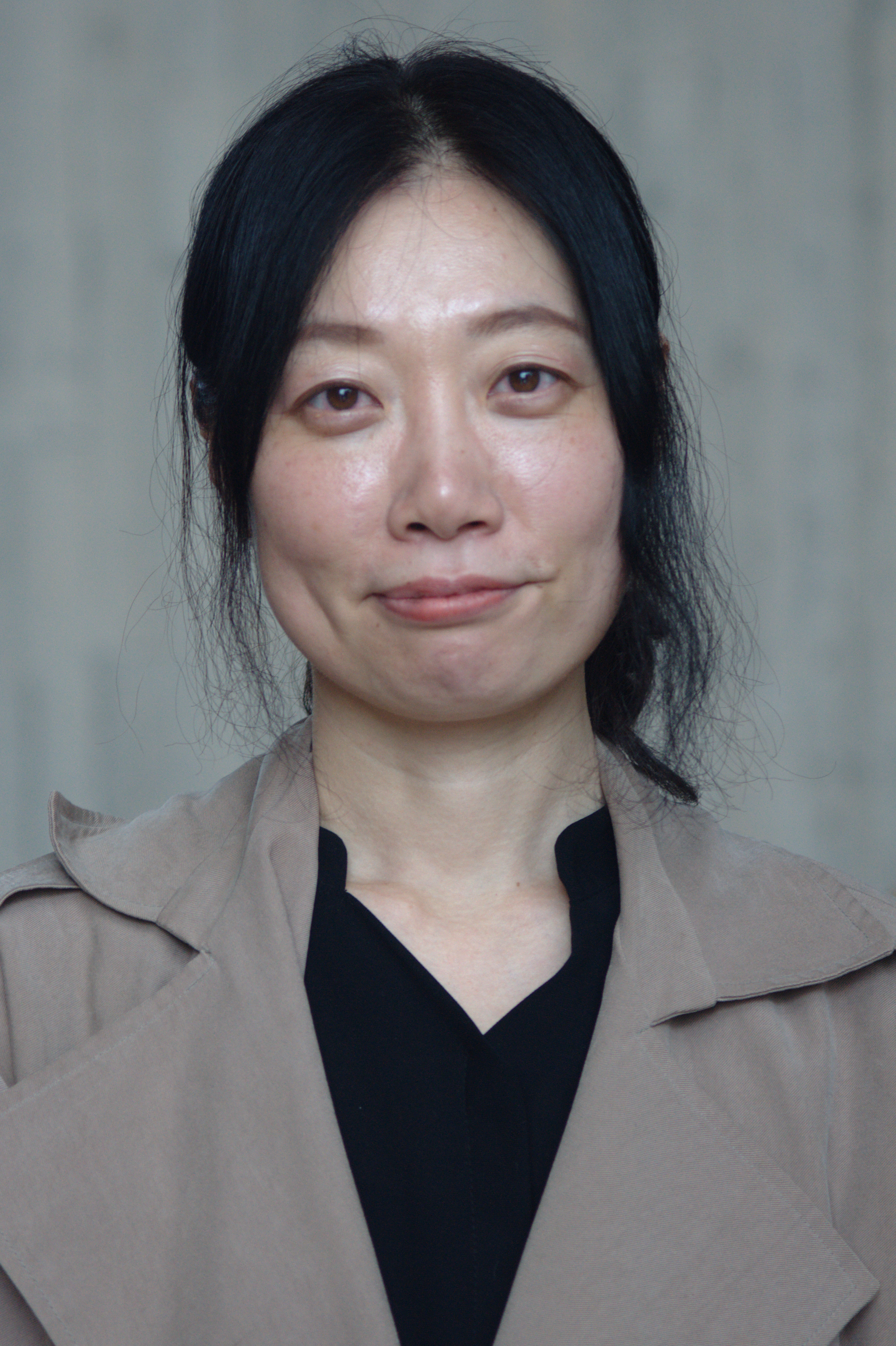
چو هه جین در سال ۲۰۱۹

چو هه جین Cho Hae-jin (زاده ۱۹۷۶) نویسنده اهل کره جنوبی است.

## زندگی
چو هائه جین در سال ۱۹۷۶ در سئول به دنیا آمد و از دانشگاه زنان اوها پس از پایان تحصیل در رشته آموزش، از دانشکده ادبیات کره‌ای همان دانشگاه فارغ‌التحصیل شد. او فعالیت ادبی خود را در سال ۲۰۰۴ با کسب جایزه ادبی مجله «مونیه جونگانگ» برای بهترین رمان آغاز کرد.
در اواخر سال ۲۰۰۸، او در دانشگاهی در لهستان به دانش‌آموزان کره‌ای تدریس کرد و حدود یک سال به عنوان معلم زبان کره‌ای کار کرد. در این زمان او مقاله‌ای دربارهٔ فراریان کره شمالی در بلژیک خواند و این منجر به انتشار دومین رمان او با نام من با لو کیوان ملاقات کردم (로기완을 만났다) شد.

## آثار

### مجموعه داستان‌های کوتاه
- نگهبان نور (빛의 호위)، چانگبی، ۲۰۱۷.شابک ‎۹۷۸۸۹۳۶۴۳۷۴۵۹.
- بیایید پنجشنبه ملاقات کنیم (목요일에 만나요)، مونهاکدونگه، ۲۰۱۴.شابک ‎۹۷۸۸۹۵۴۶۲۴۱۶۹شابک 9788954624169.
- شهر فرشتگان (천사들의 도시)، مینومسا، ۲۰۰۸.شابک ‎۹۷۸۸۹۳۷۴۸۲۰۱۴شابک 9788937482014.

### رمان‌ها
- گذراندن تابستان (여름을 지나가다)، مونیه جونگانگ، ۲۰۱۵.شابک ‎۹۷۸۸۹۲۷۸۰۶۷۳۸شابک 9788927806738.
- جنگلی که هیچ‌کس ندیده (아무도 보지 못한 숲)، مینومسا، ۲۰۱۳.شابک ‎۹۷۸۸۹۳۷۴۷۳۰۱۲شابک 9788937473012.
- من با لو کیوان ملاقات کردم (로기완을 만났다)، چانگبی، ۲۰۱۱.شابک ‎۹۷۸۸۹۳۶۴۳۳۸۵۷شابک 9788936433857.
- رؤیای بی پایان شگفت‌انگیز (한없이 멋진 꿈에)، مونهاکدونگه، ۲۰۰۹.شابک ‎۹۷۸۸۹۵۴۶۰۸۵۴۱شابک 9788954608541.

### ترجمه
- Я встретила Ро Кивана (من با لو کیوان ملاقات کردم) (روسی)[۵]

## جوایز
- ۲۰۱۶، جایزه ادبی لی هیو سوک برای «شادی یک واکر» (산책자의 행복)
- ۲۰۱۴، پنجمین جایزه نویسندگان جوان برای «نگهبان نور» (빛의 호위)
- ۲۰۱۳، سی و یکمین جایزه ادبی سین دونگ یوپ برای «من با لو کیوان ملاقات کردم» (로기완을 만났다)
- ۲۰۰۴، جایزه نویسنده جدید مونیه جونگانگ برای «درخواست راهنمایی برای یک زن» (여자에게 길을 묻다)